# 织田组
三代目織田組是在大阪府设置据点的日本暴力团，指定暴力团・六代目山口组的2次团体。
1986年8月，初代组长・织田让二病死了。此后，分别了松冈组（组长・松冈义雄）和让心会（组长・高桥成治）。
因为高桥2004年5月受到除籍处分，松冈2006年9月5日引退了，2006年9月15日，原若头补佐・高野永次（高野组组长）在隔了20年时继承了3代目。

## 历代组长
- 初代：织田让二（四代目山口组组员）
- 2代目：松岡義雄
- 3代目：高野永次（六代目山口组若中，原松冈组舍弟头）